# Gelanoglanis pan
Gelanoglanis pan é uma espécie de peixe, que foi descrita pela primeira vez por Calegari, Reis e Richard P. Vari, em 2014. Gelanoglanis pan pertence ao gênero Gelanoglanis e à família Auchenipteridae.